# Segreto militare
Il segreto militare è un vincolo giuridico che vieta la diffusione di notizie o comunque informazioni la cui conoscenza potrebbe rivelarsi dannosa per gli interessi militari di un paese.
Il segreto militare può riguardare la progettazione, costruzione e dotazione di armi, strumenti e supporti logistici, cioè in generale buona parte di ciò che riguarda i militari ed i servizi segreti militari.

## Nel mondo

### Italia
In Italia la materia era regolata dal R.D. 11 luglio 1941 n. 1161 ("Norme relative al segreto militare"). Tale norma è stata abrogata dal d.lgs. 15 marzo 2010, n. 66, che per la disciplina rinvia alla legge 3 agosto 2007, n. 124.